# 모도크
M.O.D.O.K는 마블 코믹스의 슈퍼빌런 캐릭터이다. 이름은 '오직 살인만을 위해 만들어진 정신 장치(Mental Organism Designed Only for Killing)'의 약자로, 과학자 조지 탈턴(George Tarleton)이 에임의 개조를 받고 새로이 탄생한 유기체이다. 주로 캡틴 아메리카, 미즈 마블과 싸웠다. 1967년 9월 《테일스 오브 서스펜스》 93호에 처음 등장했고, 스탠 리와 잭 커비가 공동 창작하였다.

## 담당 성우

### TV 애니메이션
- 아이언맨(1994) - 짐 커밍스
- 아이언맨: 아머드 어드벤처(2009) - 리 토카
- 슈퍼 히어로 스쿼드 쇼(2009) - 톰 케니
- 어벤저스: 지구 최강의 영웅들(2010) - 월리 윙거트
- 어벤저스 어셈블(2013) - 찰리 애들러
  - 얼티밋 스파이더맨(2012) - 찰리 애들러
  - 가디언즈 오브 갤럭시(2015) - 찰리 애들러

### 비디오 게임
- 마블: 얼티밋 얼라이언스(2005) - 마이클 고프
- 슈퍼 히어로 스쿼드 쇼 - 톰 케니
- 마블 대 캡콤 3(2011) - 월리 윙거트
- 아이언맨 3: 공식 게임(2013) - 닉 설리번
- 마블 히어로즈(2013) - 닉 제임슨
- 레고 마블 슈퍼 히어로즈(2013) - 데이브 보트
- 레고 마블 어벤저스(2016) - 찰리 애들러

## 기타
마블 빌런 중 코스프레가 가장 쉬운 빌런이라고 한다.